# Liste der Straßen und Plätze in Prohlis

Lage der Gemarkung Prohlis in Dresden

Die Liste der Straßen und Plätze in Prohlis beschreibt das Straßensystem im Dresdner Stadtteil Prohlis mit den entsprechenden historischen Bezügen. Aufgeführt sind Straßen und Plätze, die im Gebiet der Gemarkung Prohlis liegen. Die Ausdehnung der statistischen Stadtteile 71 (Prohlis-Nord) und 72 (Prohlis-Süd) ist nur unwesentlich kleiner und umfasst alle Straßen der Prohliser Flur mit Ausnahme des südlich von Torna und westlich der Dohnaer Straße gelegenen Zipfels, der zum statistischen Stadtteil 74 (Lockwitz mit Kauscha, Nickern und Luga) zählt. Zu den kleineren Grenzabweichungen gehört das Gebiet südlich Altreick, die Gemarkungsgrenze verläuft dort entlang der Lübbenauer Straße, die Grenze des statistischen Stadtteils etwas südlich davon an der parallel verlaufenden Vetschauer Straße.

## Allgemeines

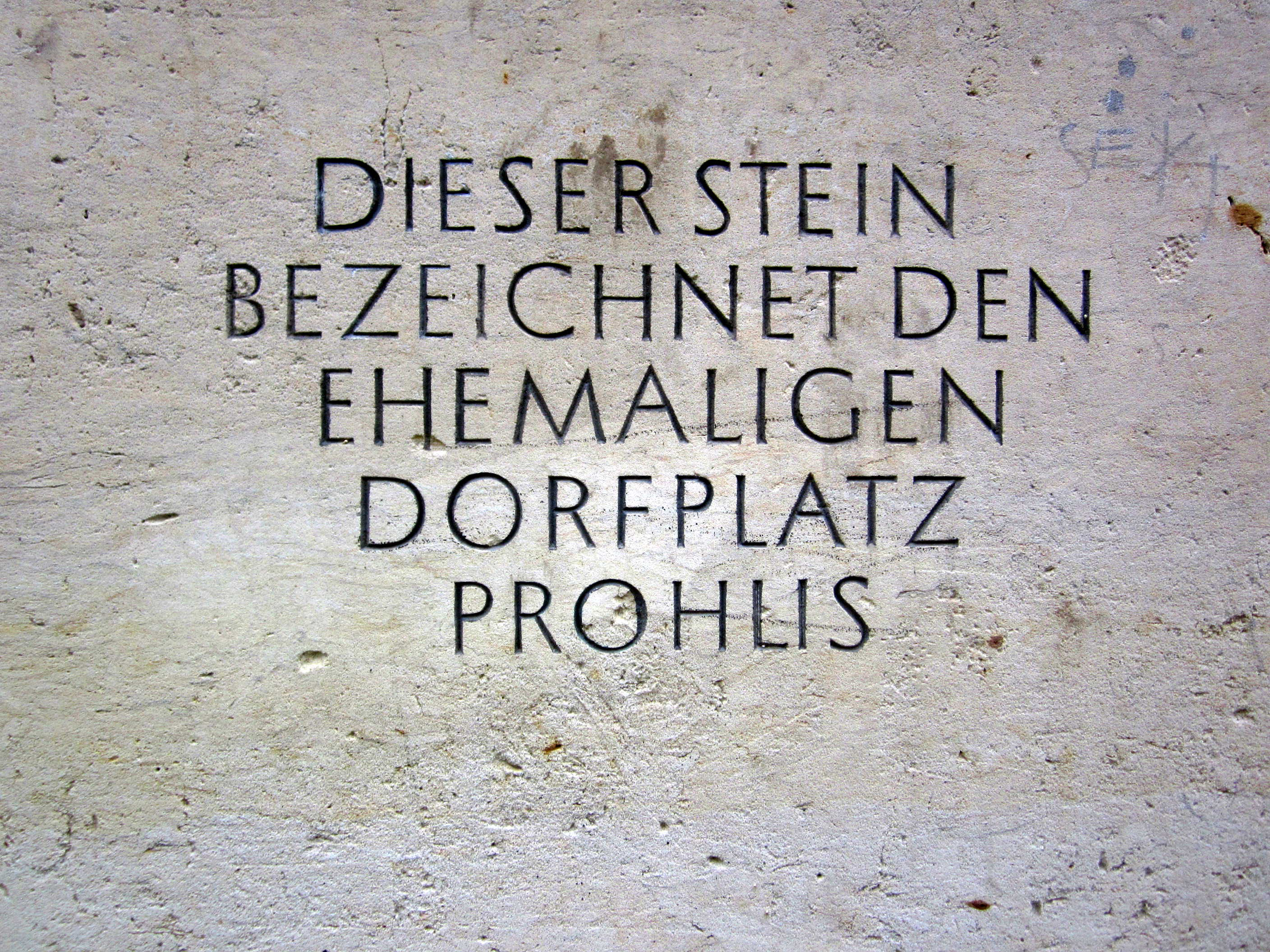
Rückseite des Palitzsch-Denkmals vor dem Palitzsch-Museum, dem einzig erhaltenen Gebäude von Altprohlis

Vom alten Dorfkern, der nach der 1921 erfolgten Eingemeindung von Prohlis nach Dresden den Namen Altprohlis erhielt (analog zu etwa 50 anderen Dresdner Stadtteilen), sind nur noch zwei Gebäude des Hofes Altprohlis Nr. 3 erhalten, selbst der Straßenname Altprohlis existiert nicht mehr. Das Palitzsch-Denkmal an der Kreuzung Gamigstraße/Georg-Palitzsch-Straße erinnert neben dem berühmtesten Prohliser auch an den ehemaligen Dorfplatz an dieser Stelle.
Das heutige Straßensystem von Prohlis ist, neben einigen alten Straßen, vor allem durch zwei Wohngebiete geprägt:
- An der westlichen Gemarkungsgrenze entstand in den Jahren 1926 bis 1930 eine Holzhaussiedlung mit Doppelhäusern für kinderreiche Familien, deren Straßen zumeist nach Vogelarten benannt wurden (Drosselweg, Finkenweg, Sperlingsweg, Wachtelweg, Zeisigweg, später auch Goldammerweg und Meisenweg). Die mit 50 Typenhäusern der Firmen Höntsch & Co. Niedersedlitz und der Deutschen Werkstätten Hellerau nach Plänen des Stadtbaurats Paul Wolf gestaltete Siedlung fiel 1945 den Luftangriffen auf Dresden zum Opfer, einzig das inzwischen denkmalgeschützte Haus Zeisigweg 39–41 ist erhalten. Im Zuge des Wiederaufbaus dieser Siedlung wurde der Schwalbenweg überbaut.[2]
- In der DDR entstand von 1976 bis 1985 das Neubaugebiet Prohlis mit über 10.000 Wohnungen, das bis dahin größte Neubaugebiet Dresdens. Diese Plattenbausiedlung nimmt einen Großteil der Gemarkung ein, zu ihrer Errichtung wurde die dörfliche Struktur geopfert und überbaut.[3] Nach der Wende erhielten die Straßen überwiegen Namen von Orten aus der Ober- und Niederlausitz sowie des angrenzenden südbrandenburgischen Elbe-Elster-Lands. Häufig haben diese Orte einen Bezug zur Förderung und Verstromung von Braunkohle im Lausitzer Braunkohlerevier.

Die Kulturdenkmale, die an den Prohliser Straßen und Plätzen liegen, sind in der Liste der Kulturdenkmale in Prohlis aufgeführt.

## Legende
Die nachfolgende Tabelle gibt eine Übersicht über die vorhandenen Straßen und Plätze im Ortsteil sowie einige dazugehörige Informationen. Im Einzelnen sind dies:
- Name/Lage: Aktuelle Bezeichnung der Straße oder des Platzes sowie unter ‚Lage‘ ein Koordinatenlink, über den die Straße oder der Platz auf verschiedenen Kartendiensten angezeigt werden kann. Die Geoposition gibt dabei ungefähr die Mitte der Straße an.
- Länge/Maße in Metern: Die in der Übersicht enthaltenen Längenangaben sind nach mathematischen Regeln auf- oder abgerundete Übersichtswerte, die in Google Earth mit dem dortigen Maßstab ermittelt wurden. Sie dienen eher Vergleichszwecken und werden, sofern amtliche Werte bekannt sind, ausgetauscht und gesondert gekennzeichnet. Bei Plätzen sind die Maße in der Form a × b dargestellt. Der Zusatz ‚im Stadtteil‘ bzw. ‚im Ortsteil‘ gibt an, wie lang die Straße innerhalb des Stadt-/Ortsteils ist, sofern sie durch mehrere Stadt-/Ortsteile verläuft.
- Namensherkunft: Ursprung oder Bezug des Namens.
- Jahr der Benennung: Zeitpunkt, zu dem die Straße ihren heute gültigen Namen erhielt (sofern bekannt).
- Anmerkungen: Weitere Informationen bezüglich anliegender Institutionen, der Geschichte der Straße, historischer Bezeichnungen, Baudenkmalen usw.
- Bild: Foto der Straße.

## Straßenverzeichnis
| Name/Lage                   | Länge/Maße            | Namensherkunft | Jahr der Benennung | Anmerkungen | Bild                                                      |
| --------------------------- | --------------------- | --- | ------------------ | --- | --------------------------------------------------------- |
| Albert-Wolf-Platz Lage      |                       | Person: Albert Wolf (1890–1951), Rabbiner in Dresden von 1920 bis 1939                                                               | 1993               | angelegt im Zuge der Errichtung des Neubaugebiets Prohlis, ursprünglich benannt nach dem Sozialdemokraten Wilhelm Koenen (1886–1963); 2007 umgestaltet und mit Nachbau (enthaltend einen Teil des Originals) des von Leoni Wirth für die Prager Straße geschaffenen Pusteblumenbrunnens versehen                     | Albert-Wolf-Platz mit dem Pusteblumenbrunnen              |
| Am Anger Lage               |                       | Lageangabe: Straße am Dorfanger von Altprohlis                                                                                       | Adressbuch: 1928   | Der nördliche Straßenabschnitt ist Ausgangspunkt für die in der Weimarer Zeit angelegte und nach Vögeln benannte Siedlung. | denkmalgeschützte Bebauung an der Straße Am Anger         |
| Berzdorfer Straße Lage      |                       | Ort, Lausitz: Berzdorf auf dem Eigen mit Tagebau Berzdorf                                                                            |                    | angelegt in den 1980ern im Zuge der Errichtung des Neubaugebiets Prohlis; Die Straße ist benannt nach dem 1969/1970 zum Braunkohleabbau devastierten Berzdorf, dessen Grundstücke bereits 1915 bis 1922 aus gleichem Grund im Eigentum der Stadt Dresden waren.                                                      |                                                           |
| Boxberger Straße Lage       |                       | Ort, Lausitz: Boxberg mit Kraftwerk Boxberg                                                                                          | 1993               | angelegt im Zuge der Errichtung des Neubaugebiets Prohlis, ursprünglich benannt nach dem Sozialdemokraten Wilhelm Koenen (1886–1963) |                                                           |
| Dohnaer Platz Lage          |                       | Ort: Dohna | Adressbuch: 1930   | angelegt mit massiven Häusern als Abschluss der 1926 bis 1930 errichteten Holzhaussiedlung |                                                           |
| Dohnaer Straße Lage         |                       | Ort: Dohna mit Burg Dohna |                    | Teil einer alten Verbindungsstraße (Communicationsweg) von Dresden zur einstmals bedeutsamen Burg Dohna, die 1406 nach Ende der Dohnaischen Fehde in den Besitz der Wettiner kam |                                                           |
| Drosselweg Lage             | 125 m                 | Vogel: Drossel | 1927               | angelegt im Zuge der 1926 bis 1930 errichteten Holzhaussiedlung |                                                           |
| Elsterwerdaer Straße Lage   |                       | Ort, Elbe-Elster: Elsterwerda |                    | angelegt im Zuge der Errichtung des Neubaugebiets Prohlis |                                                           |
| Finkenweg Lage              | 125 m                 | Vogel: Fink | Adressbuch: 1927   | angelegt im Zuge der 1926 bis 1930 errichteten Holzhaussiedlung |                                                           |
| Finsterwalder Straße Lage   |                       | Ort, Lausitz: Finsterwalde |                    | angelegt im Zuge der Errichtung des Neubaugebiets Prohlis |                                                           |
| Gamigstraße Lage            |                       | Ort: Gamighübel (187 m ü. NN), Geländeerhebung zwischen Torna und Kauscha, Flächennaturdenkmal                                       | 1926               | ursprüngliche Verbindung von Altprohlis zu den Tornaer Lehmgruben; im Zuge der Errichtung des Neubaugebiets Prohlis teilweise verlegt, verbreitert und verlängert, sodass sie die Dohnaer Straße im Süden mit der Mügelner Straße (nördlich der Gemarkungsgrenze zu Reick) verbindet                                 |                                                           |
| Georg-Palitzsch-Straße Lage |                       | Person: Georg Palitzsch (1723–1788), Naturwissenschaftler („Bauernastronom“, „Gelehrter Bauer“) aus Prohlis                          | 1925               | alter Verbindungsweg nach Niedersedlitz; veränderte Straßenführung im Zuge der Errichtung des Neubaugebiets Prohlis | verschneite Georg-Palitzsch-Straße (1994)                 |
| Goldammerweg Lage           | 240 m                 | Vogel: Goldammer | Adressbuch: 1937   | aus einer Sackgasse heraus entstandene Verbindung zwischen Hülßestraße und Meisenweg |                                                           |
| Gubener Straße Lage         |                       | Ort, Lausitz: Guben |                    | angelegt im Zuge der Errichtung des Neubaugebiets Prohlis |                                                           |
| Hauboldstraße Lage          |                       | Person: Georg Gottlieb Haubold (1714–1772), Mathematiker, Geograph, Oberinspektor des Mathematisch-Physikalischen Salons 1751–1772   |                    | nach 1990 in einem Gewerbegebiet angelegte südliche Verlängerung der Gamigstraße über die Dohnaer Straße hinaus |                                                           |
| Herzberger Straße Lage      |                       | Ort, Elbe-Elster: Herzberg (Elster)                                                                                                  |                    | angelegt im Zuge der Errichtung des Neubaugebiets Prohlis |                                                           |
| Hülßestraße Lage            |                       | Person: Julius Ambrosius Hülße (1812–1876), Mathematiker und Techniker, Direktor der Technischen Bildungsanstalt Dresden (1850–1873) | 1914               | Die Straße verläuft außerhalb der Gemarkung Prohlis (abschnittsweise an deren Gemarkungsgrenze zu Reick), südlich angrenzende Bebauung innerhalb der Gemarkung führt sie als Adresse. |                                                           |
| Jacob-Winter-Platz Lage     |                       | Person: Jakob Winter (1857–1940), Rabbiner in Dresden                                                                                | 1993               | angelegt im Zuge der Errichtung des Neubaugebiets Prohlis, ursprünglich benannt nach dem Sozialdemokraten Otto Grotewohl (1894–1964); das geplante Stadtteilzentrum wurde bis zur Wende nicht realisiert, stattdessen wurde 2001 das Prohlis-Zentrum eröffnet                                                        |                                                           |
| Köhlerstraße Lage           |                       | Person: Johann Gottfried Köhler (1745–1800), Oberinspektor des Mathematisch-Physikalischen Salons 1785–1800                          |                    | nach 1990 in einem Gewerbegebiet angelegte Nebenstraße der zur gleichen Zeit entstandenen Hauboldstraße |                                                           |
| Langer Weg Lage             | 1000 m (im Stadtteil) | (unsicher): langgestreckter Weg | Adressbuch: 1907   | alter Verbindungsweg, umgestaltet im Zuge der Errichtung des Neubaugebiets Prohlis, ursprünglich als Hauptverkehrsstraße geplante Verbindung entlang der östlichen Gemarkungsgrenze zwischen Dohnaer Straße und Mügelner Straße                                                                                      |                                                           |
| Langobardenstraße Lage      |                       | Lageangabe: Fund von germanischen Brandgräbern aus der Zeit der Langobarden                                                          |                    | alter Verbindungsweg zwischen Nickern und Torna, der durch eine Ziegelei unterbrochen wurde, heute in Prohlis nur ein unbefestigter Feldweg als Verlängerung der Langobardenstraße in Nickern; die Benennung erfolgte nach dem 1897 in Nickern gemachten Fund zweier germanischer Brandgräber aus dem 6. Jahrhundert |                                                           |
| Lübbenauer Straße Lage      |                       | Ort, Lausitz: Lübbenau/Spreewald mit Kraftwerk Lübbenau                                                                              |                    | angelegt im Zuge der Errichtung des Neubaugebiets Prohlis |                                                           |
| Meisenweg Lage              | 130 m                 | Vogel: Meisen | Adressbuch: 1936   | Verbindungsweg zwischen Am Anger und Prohliser Straße |                                                           |
| Niedersedlitzer Straße Lage |                       | Ort: Niedersedlitz |                    | alte Verbindungsstraße zwischen Prohlis und Niedersedlitz | Niedersedlitzer Straße stadteinwärts am Albert-Wolf-Platz |
| Prohliser Allee Lage        | 860 m (im Stadtteil)  | Ort: Neubaugebiet Prohlis |                    | angelegt im Zuge der Errichtung des Neubaugebiets Prohlis als dessen Hauptachse | Prohliser Allee aus Richtung Albert-Wolf-Platz            |
| Prohliser Straße Lage       |                       | Ort: Prohlis |                    | alte Verbindungsstraße zwischen Reick (Altreick) und Prohlis (Altprohlis) |                                                           |
| Senftenberger Straße Lage   | 700 m                 | Ort, Lausitz: Senftenberg mit Senftenberger See                                                                                      |                    | angelegt im Zuge der Errichtung des Neubaugebiets Prohlis |                                                           |
| Sperlingsweg Lage           | 125 m                 | Vogel: Sperling | Adressbuch: 1927   | angelegt im Zuge der 1926 bis 1930 errichteten Holzhaussiedlung |                                                           |
| Spreewalder Straße Lage     |                       | Ort, Lausitz: Spreewald-Region |                    | angelegt im Zuge der Errichtung des Neubaugebiets Prohlis |                                                           |
| Spremberger Straße Lage     |                       | Ort, Lausitz: Spremberg mit Talsperre Spremberg                                                                                      |                    | angelegt im Zuge der Errichtung des Neubaugebiets Prohlis | Spremberger Straße 2–12                                   |
| Torweg Lage                 | 260 m                 | Lageangabe: Torhaus an der Straße Am Anger als nördlicher Anfang                                                                     | Adressbuch: 1927   | angelegt im Zuge der 1926 bis 1930 errichteten Holzhaussiedlung |                                                           |
| Tornaer Straße Lage         | 600 m (im Stadtteil)  | Ort: Torna |                    | |                                                           |
| Trattendorfer Straße Lage   |                       | Ort, Lausitz: Trattendorf mit Kraftwerk Trattendorf                                                                                  |                    | angelegt im Zuge der Errichtung des Neubaugebiets Prohlis |                                                           |
| Vetschauer Straße Lage      |                       | Ort, Lausitz: Vetschau/Spreewald mit Kraftwerk Vetschau                                                                              |                    | angelegt im Zuge der Errichtung des Neubaugebiets Prohlis |                                                           |
| Wachtelweg Lage             | 125 m                 | Vogel: Wachtel | Adressbuch: 1927   | angelegt im Zuge der 1926 bis 1930 errichteten Holzhaussiedlung |                                                           |
| Zeisigweg Lage              | 290 m                 | Vogel: Zeisig | Adressbuch: 1927   | angelegt im Zuge der 1926 bis 1930 errichteten Holzhaussiedlung |                                                           |